# Caïus (auteur chrétien)
Pour les articles homonymes, voir Caius.
Caïus est un écrivain chrétien de la fin du IIe siècle et du début du IIIe siècle, qui fut sans doute prêtre de l'Église romaine. Eusèbe  place son activité au temps du pape Zéphyrin (199-217).(201-219).
Eusèbe le mentionne à quatre reprises sans nous donner le titre de ses ouvrages ; il s'y réfère en parlant tantôt de « sa recherche », tantôt de « son dialogue ». Il s'agit peut-être d'un seul et même ouvrage.
La première citation d'Eusèbe est célèbre et a fait couler toute l'encre qu'elle mérite. Caïus, débattant avec un adversaire montaniste, lui lance : « Pour moi, je peux montrer les trophées des apôtres. Si tu veux aller au Vatican ou sur la voie d'Ostie, tu trouveras les trophées de ceux qui ont fondé cette Église. » C'est apparemment la plus ancienne mention explicite de la présence des tombeaux de Pierre et de Paul à Rome.

Un peu plus loin, le montaniste Proclus et Caïus sont d'accord pour placer à Hiérapolis de Phrygie les tombeaux de l'apôtre Philippe et de ses filles prophétesses.
Dans un autre passage, Caïus polémique avec Cérinthe. L'hérétique est un chiliaste qui croit en l'avènement d'un  règne terrestre du Christ à Jérusalem et il l'imagine, de manière très matérialiste, comme mille ans de « fête nuptiale ». Cérinthe aurait tiré cela de « révélations données comme écrites par un grand apôtre ». Il s'agit manifestement de l'Apocalypse de Jean. Mais Caïus ne croit pas en ces « récits de choses merveilleuses qui lui auraient été montrées par les anges ». Il croit en fait que l'Apocalypse est l'œuvre de Cérinthe. Denys d'Alexandrie confirme ces données.
L'Apocalypse n'est d'ailleurs pas le seul écrit que Caïus, à la différence d'autres chrétiens, rejette. Eusèbe nous apprend qu'il ne reconnaissait pas non plus l'Épître aux Hébreux, en ajoutant que « jusqu'à  présent encore, chez certains Romains, on ne pense pas qu'elle soit de l'apôtre ».
C'est sur cette base fragile que Muratori, au XVIIIe siècle, lui attribuait la liste d'écrits canoniques qu'il venait de découvrir. Personne ne lui attribue plus non plus, comme Fessler et Bauer au XIXe siècle, les Philosophumena d'Hippolyte.
Hippolyte de Rome (qui était son contemporain) a laissé quelques traces en syriaque d'un ouvrage contre Caïus. Il est mentionné dans le catalogue d'Ébedjésus comme des chapitres (Κεφάλαια κατὰ Γαίου), ce qui indique peut-être que l'ouvrage n'était que partiellement conservé. Un auteur du XIIe siècle, Denis Bar Salibi, en cite quelques fragments. Il s'agit de plusieurs passages de l'Apocalypse que Caïus rejette comme incompatibles avec l'Écriture et qu'Hippolyte défend en produisant des parallèles bibliques.
Caïus est encore mentionné par Jérôme, par Théodoret et par Nicéphore Calliste, mais ils dépendent tous d'Eusèbe. Photius cite un « dialogue contre Proclus » que d'autres, dit-il, attribuent à Justin Martyr.
L'Histoire littéraire de la France lui consacre un chapitre.